# لاين ستابلس
لاين ستابلس (بالإنجليزية: Iain Stables)‏ هو مقدم تلفزيوني نيوزيلندي، ولد في 1973 في أستراليا.